# Llaneros de Guanare
Llaneros de Guanare Escuela de Fútbol, kurz Llaneros de Guanare, ist ein venezolanischer Fußballverein aus Guanare. Der Verein wurde 1984 gegründet und trägt seine Heimspiele im Estadio Rafael Calles Pinto aus, das 13.000 Zuschauern Platz bietet. Llaneros de Guanare, das bisher noch nie venezolanischer Meister wurde, spielt derzeit in der Primera División, der höchsten Spielklasse in Venezuela.

## Geschichte

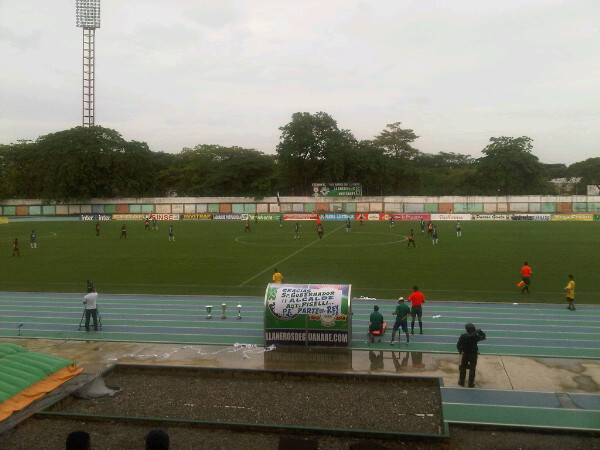
Das Stadion des Vereins

Der Verein Llaneros de Guanare, früher Llaneros FC, wurde am 26. August 1984 in Guanare, der Hauptstadt und mit mehr als einhunderttausend Einwohnern auch größten Stadt des venezolanischen Bundesstaates Portuguesa im Nordwesten des Landes, gegründet. 
Llaneros FC spielte in den ersten Jahren nach der Vereinsgründung in unteren Spielklassen des venezolanischen Fußballs. Im Jahre 1992 gelang erstmals der Aufstieg in die Primera División, die höchste Spielklasse im venezolanischen Fußball. Seither entwickelte sich Llaneros FC als "Fahrstuhlmannschaft", das heißt, man pendelte stets zwischen erster und zweiter venezolanischer Fußballliga. In dieser Zeit gewann der Verein viermal den Meistertitel der zweiten Liga, 1995/96, 1998/99, 2010/11 und 2018 wurde man Erster in der Segunda División. Der Verein wurde 2015 in Llaneros de Guanare umbenannt.

## Erfolge
- Segunda División: 4× (1995/96, 1998/99, 2010/11, 2018)

## Bekannte Spieler
- Giácomo Di Giorgi
- Luis Alberto Perea
- Rafael Romo
- José Torrealba